# جاك وينشتاين
جاك وينشتاين (بالإنجليزية: Jack Weinstein)‏ هو عسكري أمريكي، ولد في 18 أكتوبر 1928 في لامار في الولايات المتحدة، وتوفي في 20 أبريل 2006.